# Raymonde Vincent
Raymonde Vincent (Saint-Lactencin, 23 de septiembre de 1908 - Saint-Chartier, 5 de enero de 1985) fue una escritora francesa.
Nació como quinta hija en una familia campesina; su infancia fue infeliz. A los cuatro años quedó huérfana de madre, y su padre no se responsabilizó afectivamente de su familia, a los nueve años perdió a su hermano mayor en la Primera Guerra Mundial, todos estos temas dolorosos aparecieron posteriormente en su obra.
Como persona resiliente supo encontrar una energía salvadora en la naturaleza y en la lectura que la preservaron de los dolores de la vida real.
A los 17 años partió a París llevando como única instrucción el Catecismo, había aprendido a leer sola recitándolo. El encuentro con pintores para quienes posó y, sobre todo, el despertar literario le permitieron desarrollarse y encontrar las alegrías de la vida. Conoció a Albert Béguin, con quien se casó en 1929.
En 1937 le fue otorgado el Premio Femina por su primera novela, Tierra Fecunda ("Campagne").
Cristiana y anticlerical, llevó en ella la intuición de la Ética, como su contemporánea Simone Weil.

## Novelas
- 1937 Campagne, Premio Fémina.
- 1939 Blanche.
- 1943 Elisabeth.
- 1991 Hélène, novela que no publicó en vida.

- Datos: Q3421276